# Jio
Pour les articles homonymes, voir Jio.
Jio ou Reliance Jio est une entreprise de télécommunication mobile indienne. Elle est issue de rachat par Reliance Industries d'Infotel Broadband Services en 2010. Jio a connu une très forte augmentation de son nombre de clients en 2016 et 2017, après une politique tarifaire très agressive.